# Megan McArthur
Katherine Megan McArthur, née le 30 août 1971 à Honolulu dans l'État d'Hawaï, est une astronaute et océanographe américaine. Après une formation en ingénierie aérospatiale, elle obtient un Ph.D en océanographie et commence à travailler pour l'Institut d'océanographie Scripps. Elle y conduit des recherches sur les signaux-acoustiques sous-marins et la modélisation de la propagation des vagues, tout en participant aux activités scientifiques et éducatives de l'institut. Elle est sélectionnée membre du groupe d'astronautes 18 de la NASA en juin 2000.
Elle s'envole le 11 mai 2009 à bord de la navette Atlantis depuis le centre spatial Kennedy en Floride pour la mission STS-125, cinquième et dernière mission d'entretien du télescope spatial Hubble. L'équipage remplace ou remet à neuf de nombreux composants de l'observatoire au cours de cinq sorties extravéhiculaire, Megan McArthur étant responsable du pilotage du bras robotique Canadarm. La navette se pose le 24 mai à la Edwards Air Force Base en Californie après 12 jours de mission.
Elle décolle le 23 avril 2021 pour sa seconde mission à bord de SpaceX Crew-2 afin de réaliser un séjour de longue durée à bord de la station spatiale internationale.

## Formation
Bien qu'elle soit née à Honolulu dans l'État d'Hawaï elle considère la Californie comme son État d'origine. Elle sort diplômée du lycée Saint Francis (en) à Mountain View en Californie en 1989. Elle obtient par la suite un baccalauréat universitaire en sciences en ingénierie aérospatiale de l'université de Californie à Los Angeles en 1993 puis un Ph.D en océanographie de l'université de Californie à San Diego en 2002.

## Débuts professionnels
Elle travaille tout d'abord pour l'Institut d'océanographie Scripps où elle conduit des recherches sur la propagation des signaux acoustiques sous-marins à proximité des côtes, ainsi que le traitement numérique desdits signaux. Ses recherches se concentrent sur la création de modèles géo-acoustiques afin de décrire la propagation des vagues à l'aide d'algorithme analysant les informations perdues pendant la transmission. Elle devient également scientifique en chef pendant des opérations de collecte de données en mer. Elle est alors chargée de planifier et de diriger des activités de plongée sous-marine pour installer des instruments sur les fonds marins et collecter des échantillons de sédiments. Au cours de sa carrière d'océanographe elle participe à des opérations sous-marines de test, de maintenance, de déploiement et de récupération d'instruments scientifiques, ainsi que de collecte de plantes et d'animaux marins. Elle se porte également volontaire pour des démonstrations éducatives dédiées au public à l'Aquarium Birch (en)de Scripps dans un bassin de plus de 260 mètres cubes de forêt de varech.

## Astronaute

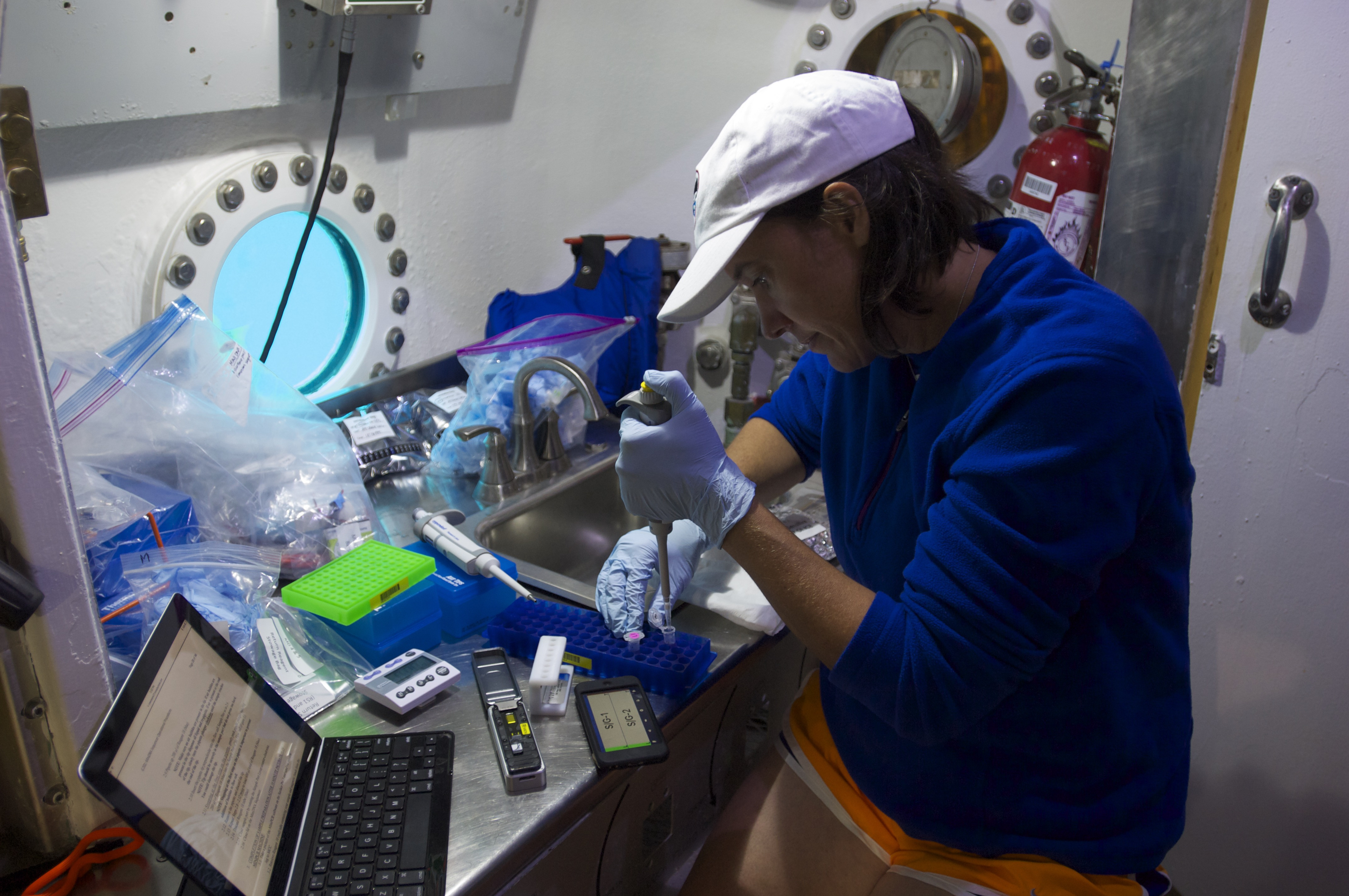
Megan McArthur réalisant des expériences à bord d'Aquarius Reef Base pendant la mission sous-marine NEEMO 21 en 2016-07.

Elle est sélectionnée en juin 2000 membre du groupe d'astronautes 18 de la NASA en tant que spécialiste de mission. Après deux ans de formation elle est assignée à la branche des opérations de la navette du bureau des astronautes où elle travaille à résoudre des problèmes techniques dans les systèmes de la navette spatiale américaine au Laboratoire d'intégration de l'avionique de la navette (en). Elle devient également Capsule Communicator (CAPCOM) au centre de contrôle de mission Christopher C. Kraft Jr. de la station spatiale internationale (ISS) et de la navette spatiale. Elle sert également en tant qu'astronaute de soutien à l'équipage pendant les séjours de six mois des astronautes à bord de l'ISS, et est la responsable du bureau des astronautes pour les premières missions de ravitaillement commercial de la station. Par la suite elle devient chef adjointe de la branche des opérations de l'ISS du Bureau des astronautes, et à ce poste apporte son soutien à l'entraînement des astronautes ainsi que durant leur séjour à bord de la station. Elle participe de plus pendant 16 jours en juillet 2016 à la mission sous-marine NEEMO 21 à bord de l'habitat sous-marin Aquarius Reef Base au large de la Floride.

### STS-125

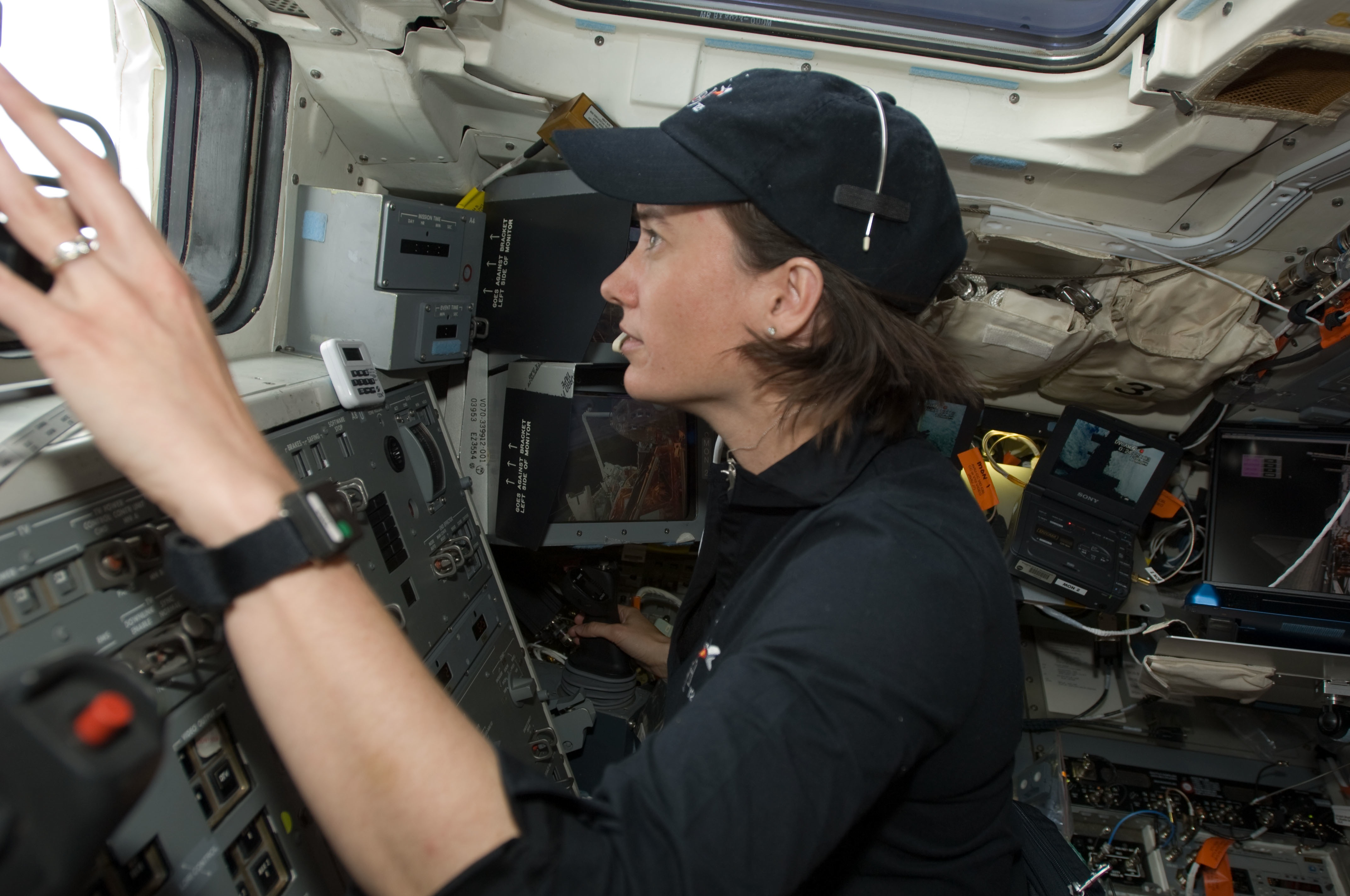
Megan McArthur pilotant le bras robotique Canadarm pendant la mission STS-125 à bord d'Atlantis.

Elle s'envole le 11 mai 2009 pour son premier vol spatial à bord de la navette Atlantis depuis le centre spatial Kennedy en Floride pour la mission STS-125, cinquième et dernière mission d'entretien du télescope spatial Hubble. En tant qu'ingénieur de vol elle pilote le bras robotique Canadarm de la navette, capturant le télescope spatial pour l'installer dans la baie de charge utile de l'orbiteur. Elle est ensuite chargée de piloter le bras robotique en soutien des astronautes pendant les cinq sorties extravéhiculaires (EVA) de la mission. Malgré quelques difficultés comme des boulons gelés, des vis dénudées et des mains courantes bloquées, l'équipage parvient à remplacer ou remettre à neuf les quatre instruments scientifiques, les batteries, les gyroscopes et l'ordinateur du télescope. La navette se pose sans encombre à la Edwards Air Force Base en Californie le 24 mai après 12 jours, 21 heures et 38 minutes de mission,.

### Expédition 65/66
Elle a décollé le 23 avril 2021 pour son second vol spatial à bord de SpaceX Crew-2 depuis le centre spatial Kennedy en Floride avec l'astronaute américain Shane Kimbrough, le Français Thomas Pesquet et le Japonais Akihiko Hoshide. Le décollage était initialement prévu pour le 22 avril 2021, mais a été repoussé d'une journée en raison de mauvaises conditions météorologiques.

## Vie privée
Elle est mariée à l'astronaute américain Robert Behnken avec qui elle a un fils, Théodore, né en 2014. Elle apprécie la plongée sous-marine, la randonnée et la cuisine et la permaculture.